# Trypanosoma peba
Trypanosoma peba – kinetoplastyd z rodziny świdrowców należący do królestwa protista. Pasożytuje w krwi pancernika Euphractus sexcinctus setosus. Bezkręgowiec - drugi żywiciel nie jest znany.
T. peba osiąga 32,5 – 53,5 μm długości wraz z wolną wicią. Kinetoplast owalny, położony marginalnie. Jądro owalne. Cytoplazma może zawierać wakuole.
Występuje na terenie Ameryki Południowej w Brazylii.